# Storia del socialismo
La storia del socialismo è lo studio della storia che riguarda i fatti, gli eventi e le condizioni che hanno dato vita al socialismo e che l'hanno portato a diffondersi in vari paesi.

## Il primo socialismo
Il termine "socialismo" ha origine dalla lingua francese negli anni 1820, ma l'idea che i beni dovrebbero essere in comune e tutti dovrebbero averne in egual quantità è molto più antica.
Elementi socialisti possono essere identificati nello scritto di Platone La Repubblica, nel movimento dei millenari nel Medioevo e nello scritto di Tommaso Moro L'Utopia. Idee socialiste erano presenti anche tra i livellatori e tra altre sette della rivoluzione inglese degli anni 1640, e anche tra i sanculotti più radicali della rivoluzione francese degli anni 1790, anche se non ebbero mai una reale influenza. Il socialismo come corpo coerente di idee risale agli inizi del XIX secolo
I primi socialisti erano utopisti che svilupparono visioni di società ideali basate sull'eguaglianza materiale, nelle quali gli esseri umani cooperavano nella produzione per il beneficio di tutti, senza il bisogno di incentivi materiali, e lo stato veniva sostituito da un sistema di autogoverno o di anarchia come pensava Proudhon creatore del socialismo libertario che poi porterà all'anarchia. Tra i primi pensatori socialisti vengono annoverati Robert Owen, Claude Henri de Rouvroy, Conte di Saint-Simon, Charles Fourier, Pierre-Joseph Proudhon, Alexander Herzen e Ferdinand Lassalle.
L'emergere delle idee socialiste nel Regno Unito e in Francia, e più tardi in Germania e in Italia, fu una conseguenza della rivoluzione industriale. Lo sviluppo dell'industria manifatturiera e delle industrie collegate produsse infatti una classe operaia che i socialisti chiamarono proletariato: lavoratori che non avevano nulla da vendere al di fuori del proprio lavoro. I principi socialisti si svilupparono con l'obiettivo di produrre ricchezza senza sfruttamento. Il socialismo ottenne popolarità nella classe lavoratrice e, dalla metà del XIX secolo, i lavoratori costituirono l'ossatura del movimento socialista.
Molti non-socialisti dei ceti alti e del ceto medio erano indignati dalla sfortuna della classe lavoratrice, così svilupparono il liberalismo. Questo comprendeva la convinzione che un ceto medio illuminato potesse riformare il capitalismo per produrre giustizia sociale. Molti pensatori inglesi erano all'avanguardia di questo movimento, come John Stuart Mill che, sebbene si considerasse un socialista, credeva nella proprietà privata dei mezzi di produzione e riservava il suo socialismo per i problemi della distribuzione. In Francia nel 1830 e in Inghilterra nel 1832, le idee politiche liberali trionfarono, riducendo il fascino del movimento socialista.

## Il marxismo e il movimento socialista
In Germania, il liberalismo subì una terribile sconfitta nella fallita rivoluzione del 1848 e questo portò a una nuova corrente del pensiero socialista, articolata da Karl Rodbertus-Jagetzow e portata alla ribalta da Karl Marx e Friedrich Engels con il "Manifesto del Partito Comunista" pubblicato nel 1848. Marx ed Engels svilupparono un corpo di idee che essi chiamarono socialismo scientifico e che è più comunemente noto come marxismo. Il marxismo contiene sia una teoria della storia (materialismo storico) che una teoria della società.
Contrariamente ai socialisti utopici, Marx affrontò la questione del potere e formulò teorie riguardanti i modi pratici per conseguire e far funzionare un sistema socialista. Marx credeva che il capitalismo potesse essere rovesciato solo dalla rivoluzione, per essere seguito dalla fondazione della dittatura del proletariato (contrapposta alla "dittatura della borghesia", ovvero il capitalismo). Marx credeva che il proletariato fosse la sola classe con sia i mezzi che la determinazione per portare avanti la rivoluzione, diversamente dai socialisti utopici, che spesso idealizzavano la vita agreste e deplorano la crescita dell'industria moderna, Marx vedeva la crescita del capitalismo e di un proletariato urbano come una fase necessaria verso il socialismo.
Avendo sviluppato molte idee, i socialisti hanno cercato naturalmente di metterle in pratica. Gruppi politici socialisti si formarono già nei primi anni del 1830, ma in principio essi fallirono nel fare breccia tra i lavoratori, che erano più interessati a formare sindacati e ottenere immediati guadagni economici entro il sistema capitalista. I gruppi socialisti tendevano anche a essere litigiosi e a soffrire frequenti scissioni. Solo pochi decenni dopo il socialismo iniziò ad avere il supporto delle masse, e si iniziarono a formare alcune alleanze tra socialisti e sindacati.
L'Associazione Internazionale dei Lavoratori (chiamata anche "Prima internazionale") venne fondata a Londra nel 1864, a una conferenza indirizzata da Marx. La maggior parte dei gruppi rappresentati a questo incontro erano di piccole dimensioni, ma a partire da quel momento crebbero rapidamente, soprattutto in Francia e in Germania. Allo scoppio della guerra franco-prussiana del 1870, la classe lavoratrice di Parigi (o almeno una parte di essa) costituì la Comune di Parigi, che per poche settimane fece intravedere una società socialista, prima di essere brutalmente soppressa quando il governo francese riacquistò il controllo. La sezione anti-autoritaria dell'Associazione Internazionale dei Lavoratori, guidata da Michail Bakunin, fu espulsa dall'Associazione al congresso dell'Aia del 1872, ed andò a formare la federazione Jura.
I marxisti lasciarono l'Associazione Internazionale dei Lavoratori agli anarchici, e fondarono la Seconda Internazionale (l'Internazionale socialista) a Parigi nel 1889, quando i partiti socialisti erano ormai già attivi nelle nazioni europee e avevano iniziato a realizzare successi elettorali. In Francia, in Spagna e in Italia, l'anarco-sindacalismo rimase forte nel movimento socialista (Fernand Pelloutier e Georges Sorel ne furono famosi esponenti francesi).
Il socialismo francese fu colpito dalla repressione della Comune di Parigi da parte di Adolphe Thiers e del marchese di Galliffet nel 1871. Questo lo indebolì per i venti anni del periodo "realista", durante il quale i monarchici avevano governato la Terza Repubblica francese e durante la "Repubblica opportunista", quando la Francia era governata dai repubblicani moderati. Jules Guesde e Paul Lafargue (genero di Marx) crearono il Partito Operaio Francese (POF) nel 1880. Tutti i partiti socialisti si unirono per la prima volta nel 1902 con l'eccezione del Parti socialiste français di Jean Jaurès, che finalmente si fuse nel 1905, nella Sezione francese della Seconda Internazionale. D'altra parte, la parte anarco-sindacalista del movimento socialista rimase piuttosto forte in Francia, dove i sindacati rimasero indipendenti dai partiti politici, a differenza della Gran Bretagna. La partecipazione dell'indipendente socialista Alexandre Millerand al governo radicale Waldeck-Rousseau, alla fine del secolo, creò un dibattito interno al movimento socialista francese, riguardante la "partecipazione socialista a un governo borghese". La questione fu estremamente controversa dato che il marchese di Galliffet, repressore della Comune, prese anch'egli parte a tale governo. Contro Jules Guesde, Jean Jaurès sostenne la partecipazione socialista. Il dibattito riecheggiò nella Seconda Internazionale.

## Il socialismo fino al 1917

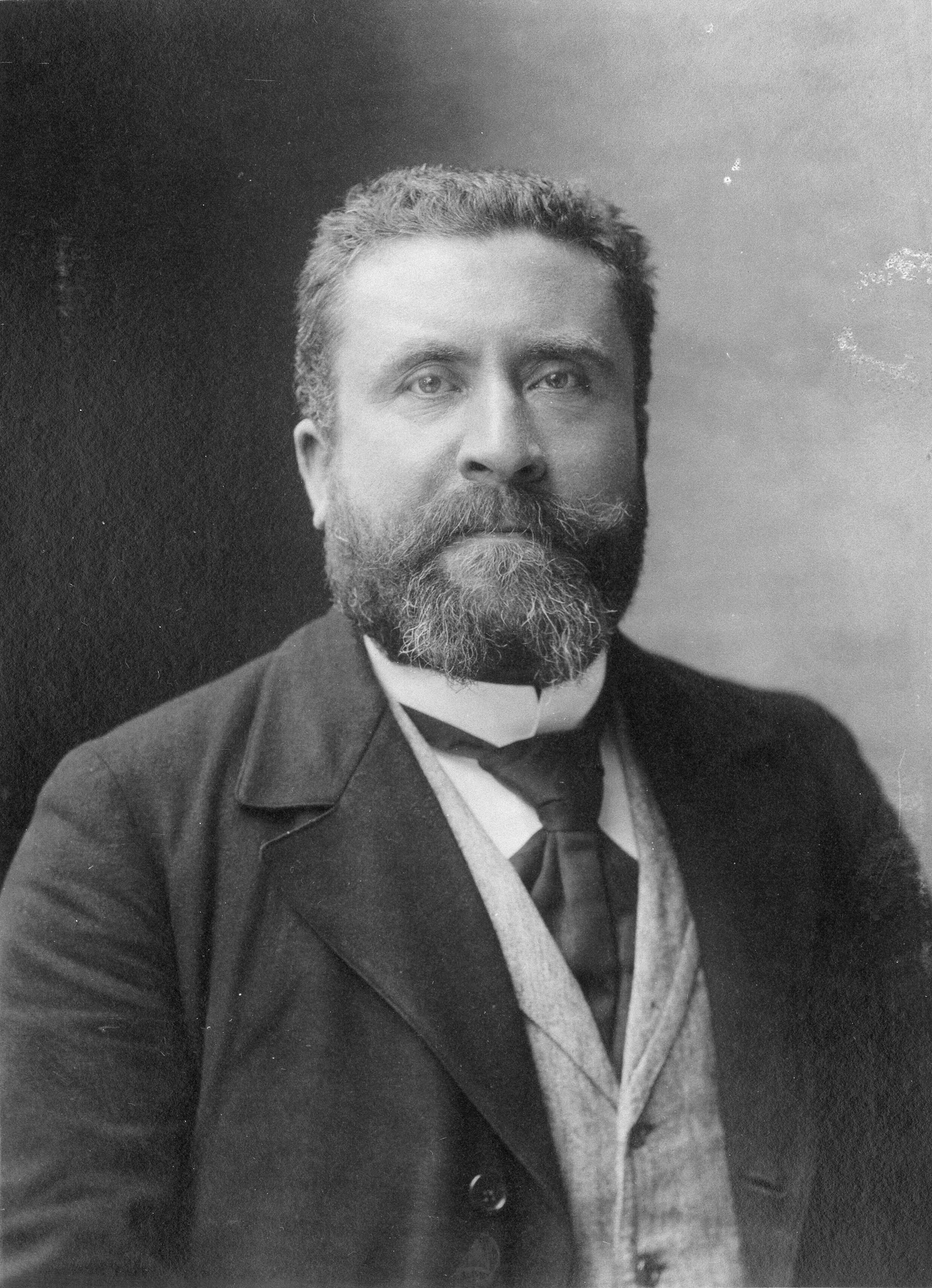
Jean Jaurès

Una delle prime modifiche ai principi di Marx fu fatta nel tardo XIX secolo, quando molti teorici politici ruppero con la nozione marxista che la rivoluzione fosse l'unico modo per andare oltre il capitalismo e che il socialismo fosse incompatibile con la democrazia. Lo stesso Marx, nella sua vecchiaia, concesse che poteva essere possibile, in alcune nazioni, ottenere il socialismo senza ricorrere alla violenza. Dopo la morte di Marx, Engels si spinse oltre, dicendo che i giorni della classica "rivoluzione di piazza" potevano essere passati.
In Germania, dove il Partito Socialdemocratico di Germania (SPD) alla fine dell'Ottocento si era trasformato nel partito socialista più grande e forte d'Europa, la nuova generazione di leader, quali August Bebel ed Eduard Bernstein, si spinse a sostenere che, una volta conseguita la piena democrazia, una transizione al socialismo con mezzi parlamentari era non solo possibile ma anche preferibile rispetto a un cambiamento rivoluzionario. Bernstein e i suoi sostenitori vennero perciò identificati come "revisionisti", poiché cercavano di rivedere i principi classici del Marxismo. Anche se i Marxisti ortodossi del partito, guidati da Karl Kautsky, riuscirono a mantenere la teoria marxista della rivoluzione come dottrina ufficiale del partito, in pratica la SPD divenne sempre più riformista.
Anche in nazioni dove le idee revisioniste non erano accettate, i partiti socialisti si trovarono ben presto davanti a un dilemma che non riuscirono mai a risolvere soddisfacentemente. Se avessero perseguito una dottrina puramente rivoluzionaria ed evitato la partecipazione alla politica parlamentare e alle lotte quotidiane dei sindacati, sarebbero rimasti delle sette isolate. Ma se avessero partecipato pienamente in queste arene, sarebbero stati trascinati sempre più nel riformismo e avrebbero perso di vista i loro obbiettivi rivoluzionari. Così, la Sezione Francese dell'Internazionale Operaia (SFIO), fondata nel 1905, sotto Jean Jaurès e successivamente sotto Léon Blum aderì alle idee marxiste, ma divenne in pratica un partito riformista.
La più forte opposizione al revisionismo naturalmente venne dai socialisti di nazioni come l'Impero russo, dove la democrazia parlamentare non esisteva e non sembrava possibile.
Essi continuarono a sostenere che la rivoluzione fosse la sola via al socialismo. Principale tra questi fu il russo Vladimir Lenin, la cui opera La rivoluzione proletaria e il rinnegato Kautsky, inquadrò le idee di quelli che rigettavano le idee revisioniste. Nel 1903 ci fu una formale divisione nel partito socialdemocratico russo tra la fazione rivoluzionaria bolscevica e quella riformista menscevica, ma nella maggior parte dei partiti socialisti la questione non fu spinta fino a quei limiti.
Nel 1914 lo scoppio della prima guerra mondiale portò a una crisi nel socialismo europeo. Contrariamente alle care convinzioni riguardanti la solidarietà internazionale del proletariato, le classi operaie dei vari belligeranti si affannarono ad andare in guerra l'una contro l'altra, e i partiti socialisti di Germania, Francia e Gran Bretagna vi vennero trascinati dentro, anche se alcuni capi, come Ramsay MacDonald nel Regno Unito e Karl Liebknecht in Germania, si opposero alla guerra fin dall'inizio. Lenin, in esilio in Svizzera, incitò alla rivoluzione in tutte le nazioni belligeranti, come unico modo per porre fine alla guerra e conseguire il socialismo. Venne inizialmente ignorato, ma nel 1917 la stanchezza per la guerra portò a scissioni in diversi partiti socialisti, soprattutto tra i social-democratici tedeschi.
La rivoluzione russa del 1917 dimostrò le ragioni di Lenin, nel senso che la rivoluzione risultò essere il solo modo per trarre la Russia fuori dalla guerra. "Sembrò" anche dargli ragione sulla questione della rivoluzione: la Russia fu sicuramente il solo Paese del mondo dove i socialisti avevano ottenuto il potere. Questo condusse le fazioni minoritarie nella maggior parte dei partiti socialisti mondiali a scindersi e a creare nuovi partiti in supporto del modello leninista: questi furono chiamati partiti comunisti, e nel 1919 Lenin li organizzò in una nuova Internazionale, l'Internazionale comunista o Comintern.
In alcuni paesi, in particolare nel regno Unito e nei dominion britannici, si formarono i partiti laburisti. Questi erano partiti formati e controllati dai sindacati, piuttosto che da attivisti socialisti, che fecero appello ai lavoratori per ottenere appoggio. Il Partito Laburista fu eletto per la prima volta alla Camera dei Comuni nel 1902, ma non fu in grado di staccare la maggioranza delle classi lavoratrici dalla lealtà al Partito Liberale fino alla prima guerra mondiale. In Australia, invece, il Partito Laburista ottenne un rapido successo, formando il suo primo governo nazionale nel 1904. Partiti laburisti furono anche creati in Sudafrica e Nuova Zelanda ma con minori successi.

## Socialismo e comunismo dal 1917 al 1939
Gli effetti della prima guerra mondiale produssero un insorgere di radicalismo in gran parte dell'Europa e persino negli Stati Uniti e in Australia e l'iniziale successo della Rivoluzione Russa ispirò altri partiti rivoluzionari a tentare la stessa cosa. Nella situazione caotica del dopoguerra europeo, con i partiti socialisti divisi e discreditati, la rivoluzione comunista in Europa sembrò divenire possibile. Regimi comunisti presero il potere con Béla Kun in Ungheria e Kurt Eisner in Baviera e vi furono molti tentativi di rivoluzione a Berlino, Vienna e anche nei centri industriali del Nord Italia. In uno di questi tentativi persero la vita i leader comunisti tedeschi Karl Liebknecht e Rosa Luxemburg.
Negli anni 20, comunque, l'impeto delle forze rivoluzionarie si perse e in Europa i riformisti socialisti tornarono ad essere la forza dominante della scena politica in molti paesi. I socialdemocratici tedeschi detennero il potere per gran parte del decennio, il Partito Laburista formò il suo primo governo nel 1924 e i socialisti francesi divennero molto influenti. In questo periodo la divisione interna nella sinistra tra socialisti e comunisti divenne permanente. Nell'Unione Sovietica, Josif Stalin salì al potere nel 1929 e portò avanti l'idea del "socialismo in una nazione". Se questo approccio fu un allontanamento da Marx o Lenin, o fu piuttosto un compromesso pratico dettato dai tempi, è oggetto di dibattito.
La spinta rivoluzionaria del dopoguerra provocò una violenta reazione da parte delle forze conservatrici. Un esempio fu la Paura rossa negli USA, che distrusse efficacemente il Partito Socialista degli Stati Uniti d'America di Eugene V. Debs. Il socialismo americano non si riprese mai più da questo colpo. In Europa il fascismo emerse come un movimento. Il fascismo salì al potere in Italia nel 1922 con Benito Mussolini (un socialista), e forti movimenti di stampo dittatoriale si svilupparono in Spagna (Francisco Franco), in Portogallo (António de Oliveira Salazar), in Germania (Adolf Hitler), in Ungheria e in Romania.
Nel frattempo il Partito Comunista Sovietico era indaffarato nella "costruzione del Socialismo" nell'URSS. Per la prima volta il socialismo non era semplicemente la visione di una società futura ma la descrizione di una società esistente. Il regime di Lenin portò tutti i mezzi di produzione (tranne quella agricola) sotto il controllo dello stato, e implementò un sistema di governo che si basava su dei consigli di lavoratori (in russo, soviet). Specialmente dopo la morte di Lenin, nel 1924, nel gruppo dirigente bolscevico ebbe luogo un duro scontro teorico e ideologico tra il Segretario generale del partito Stalin e la frazione facente capo a Lev Trockij, conclusosi con la vittoria degli staliniani.
Dopo il 1929, con l'opposizione di sinistra divenuta fuorilegge e con Trockij esiliato, Stalin portò l'Unione Sovietica ad uno "stato più alto di socialismo". L'agricoltura fu collettivizzata e i kulaki, la classe dei contadini benestanti, furono liquidati in quanto classe. Il surplus ottenuto fu speso in un programma di industrializzazione spinta, diretta dal Partito Comunista tramite il piano quinquennale. Questo programma produsse subito risultati impressionanti, anche se con costi umani notevoli. Studi successivi condotti da economisti, mostrano che il ritmo dell'industrializzazione nell'URSS non era maggiore di quello ottenuto dal Giappone o dagli USA con il capitalismo, e che l'uso di risorse, materiali e umane, nell'Unione Sovietica era reso difettoso dai molti sprechi. Alcuni storici, tuttavia, enfatizzano il fatto che la politica di industrializzazione promossa da Stalin era rivolta soprattutto all'industria pesante e che ciò facilitò le azioni militari Sovietiche nella Seconda guerra Mondiale.
I conseguimenti sovietici negli anni 1930 sembrarono estremamente impressionanti dall'esterno e convinsero molte persone, non necessariamente comunisti o socialisti, delle virtù della pianificazione statale dell'economia nazionale. Questo ebbe grande impatto in paesi come Cina, India o Egitto, che tentarono di copiare alcuni aspetti del modello sovietico. Misero d'accordo anche larghi settori dell'intellighenzia occidentale su una posizione filo-sovietica, al punto che molti erano disposti a ignorare o scusare alcuni eventi, come la grande purga del 1936-39, in cui morirono milioni di persone.
La Grande depressione, che cominciò nel 1929, sembrò essere, a socialisti e comunisti di tutto il mondo, la prova finale della bancarotta economica e politica del sistema capitalista. Tuttavia i socialisti non furono in grado di avvantaggiarsi di questo evento per vincere le elezioni o condurre una rivoluzione. I governi di sinistra in Gran Bretagna e in Australia furono disastrosi fallimenti e negli Stati Uniti il liberalismo di Franklin Roosevelt gli guadagnò un supporto di massa e fece perdere ai socialisti ogni chance di andare al potere. In Germania nel gennaio del 1933 fu il Partito nazista di Adolf Hitler ad andare al potere sfruttando gli effetti della Depressione.
Il regime di Hitler si sbarazzò rapidamente del Partito Comunista e di quello Socialdemocratico: questo fu il maggior disastro mai subito dal movimento socialista nel mondo. Questo evento costrinse Stalin a un deciso cambiamento di strategia e a partire dal 1934 il Comintern inizio a premere per un "fronte unito contro il fascismo". I partiti socialisti furono inizialmente sospettosi, data l'aspra ostilità degli anni 1920, ma alla fine efficaci fronti popolari vennero formati in Francia e Spagna. L'elezione di un Fronte popolare al governo in Spagna nel 1936 portò a una rivolta dei militari fascisti e alla seguente guerra civile spagnola. La crisi spagnola condusse al collasso anche il Fronte popolare al governo in Francia con Léon Blum. Alla fine i fronti popolari non furono in grado di prevenire la diffusione del fascismo o i piani aggressivi delle potenze fasciste.

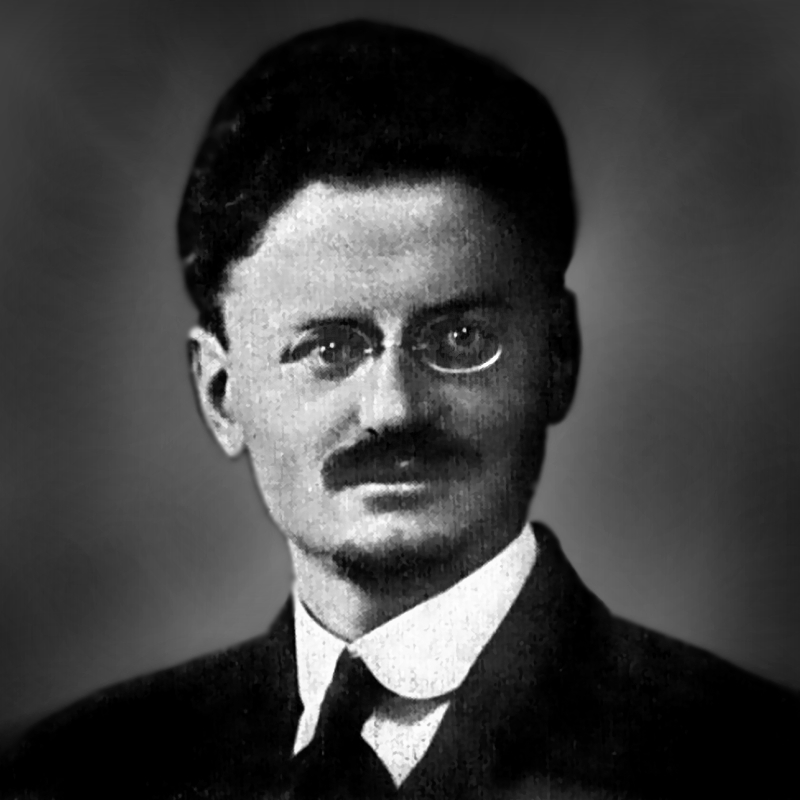
Lev Trockij

Quando Stalin consolidò il suo potere nell'Unione Sovietica alla fine degli anni 1920, il suo rivale principale, Lev Trockij, fu forzato all'esilio in Messico. Lì si mantenne attivo nell'organizzare internazionalmente l'opposizione di sinistra, che lavorava all'interno del Comintern per guadagnarsi nuovi membri. Molti leader dei partiti comunisti si schierarono con Trockij, ritrovandosi espulsi dai partiti stalinisti e perseguitati sia da agenti della GPU, sia della polizia politica di vari stati come Gran Bretagna, Francia, USA e Cina. I partiti Trozkijsti ebbero una grande influenza in Sri Lanka e Bolivia.
Nel 1938, Trockij e i suoi seguaci fondarono una nuova organizzazione internazionale di dissidenti comunisti, la Quarta Internazionale. Nel 1940, Trockij fu assassinato su ordine da un agente sovietico. In opere come Risultati e prospettive e Rivoluzione permanente, Trockij sviluppa la teoria di una rivoluzione ininterrotta. Egli inoltre analizza la Russia come uno stato operaio burocraticamente degenerato nella sua opera La rivoluzione tradita, dove predisse che se la rivoluzione politica della classe operaia non avesse rovesciato lo stalinismo, la burocrazia stalinista avrebbe fatto risorgere il capitalismo.

## Socialdemocrazia (1945 - 1970)
Come risultato del fallimento dei fronti popolari e dell'incapacità di Regno Unito e Francia a creare un'alleanza difensiva contro Hitler, Stalin ancora una volta cambiò la sua politica nell'agosto del 1939 e firmò un patto di non aggressione, il patto Molotov-Ribbentrop, con la Germania nazista. Poco dopo scoppiò la seconda guerra mondiale, e in due anni Hitler occupò gran parte dell'Europa, e nel 1942 sia la democrazia che la socialdemocrazia raggiunsero il loro punto più basso. I soli partiti socialisti di qualche rilievo a poter operare liberamente erano quelli di Gran Bretagna, Svezia, Svizzera, Canada, Australia e Nuova Zelanda. Ma l'entrata dell'Unione Sovietica nella guerra nel 1941 segnò il punto di svolta contro il fascismo, e mentre le armate tedesche si ritiravano, un'altra grande ondata di sentimenti di sinistra si diffuse. I movimenti della resistenza contro l'occupazione tedesca erano principalmente spinti dai socialisti e dai comunisti, e dalla fine della guerra i partiti della sinistra erano estremamente consolidati.
La più grande vittoria nel dopoguerra dei partiti socialisti democratici fu quella del Partito Laburista britannico guidato da Clement Attlee nel giugno 1945. I partiti socialisti (e talvolta anche stalinisti) dominarono anche i governi del dopoguerra in Francia, Italia, Cecoslovacchia, Belgio, Norvegia e altri paesi europei. Il Partito Socialdemocratico fu al potere in Svezia fin dal 1932, e partiti laburisti raggiunsero il potere anche in Australia e Nuova Zelanda. In Germania, d'altro canto, i socialdemocratici riemersero dalla guerra molto ridimensionati, e furono sconfitti nelle prime elezioni democratiche tedesche del 1949. Il fronte unito tra partiti democratici e stalinisti che era stato instaurato nei movimenti di resistenza durante la guerra continuò negli anni immediatamente successivi. I partiti socialisti democratici in Europa orientale, tuttavia, furono distrutti quando Stalin impose i cosiddetti regimi "Comunisti" in questi Paesi.
La Seconda Internazionale, che aveva base ad Amsterdam, cessò di operare durante la guerra. Fu rifondata come Internazionale socialista al congresso di Francoforte nel 1951. Dal momento che Stalin aveva sciolto il Comintern nel 1943, come parte di un accordo con le potenze imperialiste, questa fu la sola effettiva organizzazione internazionale socialista. La dichiarazione di Francoforte prese posizione sia contro il capitalismo che contro il comunismo:
Dal momento della Rivoluzione bolscevica in Russia, il comunismo ha rotto i legami con il Movimento Internazionale dei Lavoratori ed ha fatto tornare indietro la realizzazione del socialismo in molti paesi per decenni. Il comunismo reclama falsamente un posto nella tradizione socialista. Infatti ha distorto tale tradizione oltre ogni riconoscimento. Ha elevato una rigida teologia che è incompatibile con lo spirito critico del Marxismo... Ovunque abbia preso il potere ha distrutto la libertà o la possibilità di raggiungerla...»
Certamente, questa affermazione cercava di mascherare l'ascesa dello stalinismo e la sconfitta di Trotsky nei primi anni dell'Unione Sovietica. Sarebbe stato come se John Adams si fosse proclamato imperatore all'indomani della rivoluzione americana, e pertanto le rivoluzioni democratiche venivano pronunciate come "distruggere la libertà". Mentre cercavano di coprire i crimini dello stalinismo, questi socialisti necessitavano di nascondere la propria storia di supporto alla prima guerra mondiale, l'assassinio dei leader marxisti come Rosa Luxemburg e Karl Leibnecht, e la loro stessa alleanza con Stalin.
A dispetto di questo linguaggio duplicemente ottimistico, i partiti socialdemocratici durante i 20 anni successivi alla seconda guerra mondiale si trovarono sotto assedio da due direzioni. Molti socialisti si aspettavano la ripetizione del copione degli anni Venti, con un'instabilità finanziaria che portasse ad una nuova depressione. Al contrario il mondo capitalista, ora guidato dagli USA, attraversò un boom prolungato che, anche se non equamente, produsse una scarsa disoccupazione ed un miglioramento delle condizioni di vita in Europa e Nord America. I partiti socialisti trovarono sempre più difficile mantenere la visione secondo cui il capitalismo portava inevitabilmente disoccupazione, povertà e miseria per i lavoratori. Alcuni partiti reagirono a tali cambiamenti proponendo un riassetto in senso revisionista dell'ideologia socialista.
Allo stesso tempo, l'alleanza stretta durante la guerra tra Unione Sovietica e mondo occidentale si ruppe a partire dal 1946, e le relazioni tra partiti comunisti e partiti socialdemocratici si ruppero in parallelo. Una volta che i governi capitalisti furono stabilizzati, anche con l'aiuto comunista, come da accordi tra Stalin, Roosevelt e Churchill, i partiti di ispirazione comunista furono espulsi o si ritirarono dai governi postbellici di Francia, Italia e Belgio, mentre in Grecia scoppiava una guerra civile. L'imposizione di regimi stalinisti in Polonia, Ungheria e Cecoslovacchia non solo distrusse i partiti socialisti locali, ma produsse anche una reazione contro il socialismo in generale. I governi laburisti in Australia e Nuova Zelanda furono sconfitti nel 1949, e così i laburisti britannici nel 1951. Con l'inasprirsi della guerra fredda, i governi conservatori in Gran Bretagna, Germania e Italia si trincerarono maggiormente. Solo nei paesi scandinavi e per certi versi in Francia, i partiti socialisti mantennero le loro posizioni, ma nel 1958 Charles de Gaulle prese il potere in Francia e i socialisti francesi (SFIO) si trovarono all'opposizione.
Negli anni 1960 e 1970 nuove forze sociali iniziarono a modificare il panorama politico del mondo occidentale. Il lungo boom del dopoguerra e la rapida espansione dell'istruzione superiore produssero, così come i crescenti standard di vita della classe operaia industriale, una classe impiegatizia istruita nelle università, che iniziò a spezzare l'antica polarità socialisti/conservatori della politica europea. Questa nuova classe di colletti bianchi era meno interessata alle tradizionali politiche socialiste, quali la proprietà statale, e più interessata a una maggior libertà personale e a politiche sociali liberali. Un altro fattore in questo cambiamento fu l'aumento della percentuale di donne nella forza lavoro, che cambiò sia la composizione che la prospettiva politica della classe lavoratrice. Alcuni partiti socialisti reagirono a questi cambiamenti con maggior flessibilità e successo rispetto ad altri, ma alla fine tutti furono costretti a farlo.
Un'altra manifestazione di questo panorama sociale in movimento fu la crescita dello scontento di massa, compreso il movimento studentesco radicale, sia negli Stati Uniti - dove venne spinto principalmente dall'opposizione alla Guerra del Vietnam, sia in Europa. Questa fu la prima insorgenza di sinistra negli USA dagli anni 1930, ma ne li ne in Europa i tradizionali partiti della sinistra guidarono il movimento. Sorse invece un insieme di gruppi trotskisti, maoisti e anarchici. Essi raggiunsero l'apice della loro influenza nel 1968, quando scontri che quasi equivalevano ad una insurrezione scoppiarono a Parigi, e ci furono gravi disordini a Chicago, Berlino e in altre città. Nel breve termine questi movimenti provocarono una reazione conservatrice, visibile nella vittoria di De Gaulle alle elezioni del 1968 e nell'elezione di Richard Nixon negli Stati Uniti. Ma negli anni 1970, mentre i gruppi di estrema sinistra continuavano a crescere, i partiti socialisti e comunisti cercarono nuovamente di incanalare la rabbia della gente dentro confini sicuri, come avevano fatto nel 1945.
I laburisti britannici erano già tornati al governo con Harold Wilson nel 1964, e nel 1969 i social-democratici tedeschi salirono al potere per la prima volta dagli anni 1920 grazie a Willy Brandt. In Francia François Mitterrand seppellì le spoglie della vecchia SFIO, e fondò un nuovo Partito Socialista nel 1971, anche se gli sarebbe occorso un decennio per portarlo al potere. Governi laburisti vennero eletti sia in Australia che in Nuova Zelanda nel 1972, e i socialisti austriaci di Bruno Kreisky formarono il loro primo governo del dopoguerra nel 1970. Il governo laburista britannico portò avanti alcune nazionalizzazioni, ma in generale questi governi social-democratici si limitarono a misure di riforma sociale liberali e di redistribuzione della ricchezza attraverso il welfare e le politiche di tassazione.

## L'Unione Sovietica e l'Europa orientale dal 1945 al 1985
Il 3 maggio del 1946, parlando al Westminster College di Fulton (Missouri), l'ex primo ministro britannico Winston Churchill avvertì: "Da Stettino nel Baltico a Trieste nell'Adriatico, una cortina di ferro è scesa attraverso il continente."
Il presidente Harry S. Truman era tra il pubblico.
Nei mesi che seguirono, Josef Stalin continuò a consolidare una sfera di influenza Sovietica nell'Europa orientale. Per esempio, la Bulgaria ricevette il suo nuovo premier comunista, Georgi Dimitrov, nel Novembre del 1946—egli fece ritorno in Bulgaria dopo una lunga permanenza a Mosca per prendere il comando. Un governo comunista controllato da Bolesław Bierut fu stabilito in Polonia già nel 1945, e nel 1947, anche Ungheria e Romania finirono sotto un governo comunista. L'ultimo governo capitalista del blocco orientale, la Cecoslovacchia, cadde a seguito di un golpe comunista nel 1948, e nel 1949 i Sovietici tramutarono la loro zona d'occupazione in Germania nella Repubblica Democratica Tedesca, sotto il controllo di Walter Ulbricht.
Per coordinare il nuovo campo socialista, i sovietici costituirono un numero di organizzazioni internazionali, prima il Cominform per coordinare le politiche dei diversi partiti comunisti, in seguito il Consiglio di mutua assistenza economica (COMECON), nel 1948, per controllare la pianificazione economica, e infine (in risposta all'entrata della Repubblica Federale Tedesca nella NATO) il Patto di Varsavia nel 1955, che servì come alleanza militare contro l'occidente.
Ma una crepa all'interno di questa sfera d'influenza emerse dopo il 1948, quando il maresciallo Tito divenne il presidente della Jugoslavia. Il disaccordo iniziale fu sul livello di indipendenza rivendicata da Tito come unico capo di Stato comunista est-europeo a capo di una forte maggioranza interna. In seguito la spaccatura si allargò quando il governo di Tito diede il via a un sistema di consigli operai decentrati, per la divisione dei profitti, in effetti un socialismo autogovernato in qualche modo orientato al mercato, che Stalin considerava pericolosamente revisionista.
Stalin morì il 5 marzo 1953, presumibilmente per un'emorragia cerebrale soffrendo brevemente dopo una cena con alcuni ufficiali anziani, sebbene alcuni sostengano che sia stato assassinato.
Sulla scia della morte di Stalin, molti leader dovevano dividere il potere ai vertici dello Stato Sovietico e del Partito Comunista. Nikita Chruščëv divenne primo segretario del partito, Georgij Malenkov primo ministro, e Vjačeslav Molotov divenne nuovamente ministro degli esteri. Il potente capo della polizia segreta (MVD) Lavrentij Berija, fu spodestato dal potere e ucciso. Dalla lotta al potere che seguì Chruščëv emerse trionfante. Nel 1956, al 20º Congresso del Partito, egli denunciò il "culto della personalità" che circondò Stalin. Durante la campagna di destalinizzazione che seguì, tutti gli edifici e le città che vennero chiamate in suo onore vennero rinominate, dipinti e statue vennero distrutti. Chruščëv iniziò a lavorare sul culto di lui stesso demolendo i rivali—assegnando a Molotov, per esempio, il comodo lavoro di ambasciatore di Mongolia.
Sebbene per alcuni aspetti Chruščëv fosse un riformatore e permise l'emergere di una certa quantità di dissidenti nel partito, non fece nulla per rimuovere il grave freno sulla produttività che avevano imposto sia l'isolazionismo economico, sia lo sbilanciamento burocratico. Le misure di soppressione degli oppositori dello stato di polizia non cambiarono, specialmente nel ricercare i trotskyisti. Il suo dominio coincise con alcuni notevoli successi tecnologici, come il lancio dello Sputnik 1, il primo satellite artificiale, nell'ottobre del 1957.
Inoltre, il suo impegno a rinnovare fu esplicitato con il brutale uso delle forze militari sulla popolazione civile ungherese durante la Rivoluzione ungherese del 1956.
Ma il suo periodo come protagonista politico fu breve. I raccolti dell'anno 1963 furono particolarmente scarsi, e la Russia dovette importare molto grano dall'occidente. Inoltre, alcuni colleghi di Chruščëv del Presidium pensavano che l'installazione dei missili a Cuba, che aveva quasi portato ad una guerra nucleare, era dovuta agli schemi mentali di uno squilibrato ed era stata un imbarazzo nazionale. Nel settembre/ottobre del 1964, Chruščëv venne rimosso dal potere.
Il modello di 11 anni prima si ripeté, dopo che un autocrate era stato rovesciato l'Unione Sovietica visse un breve periodo di divisione collettiva del potere, seguita dall'emergere di un nuovo autocrate. La nuova "squadra" includeva il premier Kosygin, il segretario del partito Leonid Brežnev, e il capo del comitato Nikolaj Podgornyj. Questa volta fu Brežnev che divenne la figura dominante nel giro di due anni.
Alla fine degli anni sessanta, gli abitanti di alcuni stati del blocco sovietico divennero scontenti della vita e del costo economico del sistema sovietico, specialmente la Cecoslovacchia.
Come risultato del crescente malcontento, il Partito Comunista cominciò a temere una controrivoluzione. Così vennero avviate delle riforme nel tentativo di salvare il regime, ma alla fine si affidarono all'aiuto degli stalinisti in Russia. Nel gennaio del 1968, Alexander Dubček divenne segretario del Partito Comunista cecoslovacco. Egli iniziò ciò che è conosciuto con il nome di Primavera di Praga, mettendo fine alla censura della stampa e decentralizzando le decisioni sulla produzione, così che queste dovessero essere prese dai lavoratori e dai funzionari delle fabbriche e non dai pianificatori centrali. Inoltre fu concesso agli abitanti di poter viaggiare all'estero.
Brežnev reagì annunciando e attuando ciò che venne appropriatamente chiamata dottrina Brežnev.
 Quando le forze che sono ostili al socialismo cercano di volgere lo sviluppo di paesi socialisti verso il capitalismo, la soppressione di queste forze contro-rivoluzionarie diventa non solo un problema per il paese in questione, ma un problema comune che riguarda tutti i paesi socialisti.
Nell'agosto 1968, conformemente a quanto aveva annunciato, le truppe sovietiche occuparono la Cecoslovacchia. L'anno seguente, i sovietici risposero ad una campagna di disobbedienza passiva da parte della popolazione ceca, rimpiazzando Dubček come segretario. Il nuovo segretario, Gustáv Husák, si dimostrò più rispettoso delle leggi. Egli diresse una "pulizia" del Partito Comunista cecoslovacco e introdusse una nuova Costituzione. Husák divenne presidente nel 1975 e rimase la figura dominante di questo paese fino al 1987.
Intanto, gli inizi degli anni 1970 videro un rallentamento della corsa agli armamenti tra gli Stati Uniti e l'Unione Sovietica, un rallentamento noto come "distensione". Brežnev lavorò con il presidente statunitense Richard Nixon per negoziare ed attuare il trattato sulla limitazione strategica delle armi del 1972. Brežnev ottenne anche alcune vittorie diplomatiche con il mondo non allineato, come il patto di amicizia con l'India nel 1971, e la stretta relazione con alcuni paesi arabi dopo il sostegno materiale sovietico nella guerra dello Yom Kippur del 1973.
Alla fine degli anni 1970, l'apparato politico del Cremlino sembrava impantanato, in parte a causa dell'età avanzata della sua leadership. Gli anni 1980 videro gli ultimi membri di questa "gerontocrazia" prendere il comando e poi morire. Brežnev morì nel 1982, poi Jurij Andropov nel 1984, e Konstantin Černenko nel 1985. La breve carica di Andropov come segretario generale dimostrò che egli poteva avere dei progetti riformisti e, sebbene Černenko li accantonò, Andropov istruì un gruppo di potenziali successori riformisti, uno dei quali fu Michail Gorbačëv.
Fu sempre durante la carica di Andropov che il dominio dei vicini comunisti in Polonia, entrò in lotta con Solidarność ("solidarietà"), un sindacato guidato da Lech Wałęsa.
Il sindacato fu una seria minaccia per il governo tanto che il 13 dicembre 1981 Wojciech Jaruzelski dichiarò la legge marziale, sospese il sindacato, e imprigionò la maggior parte dei suoi dirigenti. La legge marziale rimase in vigore fino al luglio del 1983.

## Ultimi anni dell'Unione sovietica 1985-1991
Michail Gorbačëv, che prese il controllo nel 1985, era il primo segretario del partito comunista sovietico ad essere nato dopo la rivoluzione d'ottobre. Egli è ricordato per tre iniziative: glasnost', perestrojka e "dottrina Sinatra".
La Glasnost', o "trasparenza", era la parola che Gorbačëv utilizzò per consentire i dibattiti pubblici nell'Unione Sovietica ad un livello senza precedenti.
La Perestrojka era la sua parola per riformare il mercato socialista, riconoscendo l'effetto stagnante della pianificazione statale.
La dottrina "Frank Sinatra" era il rovesciamento della dottrina Brežnev. Sinatra cantava "My Way", e la dottrina era a lui dedicata nel senso che ogni paese che era all'interno del Patto di Varsavia poteva trovare la sua "strada" per governarsi.
Inoltre, nel 1989, Gorbačëv ritirò le truppe sovietiche dall'Afghanistan, dieci anni dopo che Brežnev le aveva inviate.
Nell'agosto del 1991, i comunisti anti-riformisti sia del partito che dell'esercito erano abbastanza disperati da tentare un colpo di Stato. I dirigenti del golpe si facevano chiamare il Comitato sullo Stato d'Emergenza. Dichiararono, inoltre, che Gorbačëv era stato rimosso dalla sua carica di presidente a causa di una malattia.
Sebbene il golpe fallì rapidamente e Gorbachev fece ritorno a Mosca, fu Boris Yeltsin che giocò un ruolo di primo piano nella guerriglia di strada contro il Comitato, e l'incidente sottolineò uno spostamento del potere da Gorbačëv a Boris El'cin. Alla fine dell'anno El'cin era a capo della Russia e l'Unione Sovietica cessò di esistere.

## Il socialismo in Cina dal 1945 al 1965
Durante la seconda guerra mondiale, i comunisti cinesi sotto la guida di Mao Zedong ed il governo nazionalista di Chiang Kai-shek osservarono una difficile tregua per combattere il nemico comune, l'occupazione giapponese.
Dopo la resa giapponese, la guerra civile tornò immediatamente alla ribalta. Un'altra tregua, negoziata dal generale statunitense George C. Marshall all'inizio del 1946, venne violata dopo soli tre mesi.
Mentre in Cina infuriava la guerra, due governi post-occupazione si stabilirono nella vicina Corea. Nel 1948, Syngman Rhee fu proclamato presidente della Repubblica di Corea, a Seul, mentre i comunisti del Nord annunciarono che l'unica vera Corea era (ed è) la Repubblica Democratica Popolare di Corea.
Nel gennaio 1949, l'esercito della Cina nazionalista venne duramente sconfitto dai comunisti a Tientsin. In primavera, Chiang Kai-shek, che stava perdendo intere divisioni per diserzioni a favore dei comunisti, iniziò il ritiro delle forze restanti a Formosa (Taiwan). Ad agosto, gli aiuti statunitensi ai nazionalisti terminarono. A ottobre, Mao Zedong prese la carica di presidente del Consiglio centrale amministrativo del popolo della Repubblica Popolare Cinese a Pechino. Zhou Enlai fu nominato primo ministro e ministro degli Esteri del nuovo Stato.
Il 25 giugno 1950, le forze della Corea del Nord invasero il Sud. Nonostante Mao fosse apparentemente poco entusiasta circa la guerra, le truppe cinesi vi avrebbero partecipato da novembre.
Nel frattempo, il Tibet aveva rifiutato di entrare nella Repubblica Popolare e le forze dei comunisti cinesi l'avevano invaso in ottobre.
Dopo questo afflato di espansione, il governo comunista cinese si concentrò sul consolidamento del suo potere interno. Negli anni Cinquanta, si diede avvio alla redistribuzione della terra e si tentò una industrializzazione forzata, con l'assistenza tecnica dell'Unione Sovietica. Dalla metà degli anni '50, dopo un armistizio in Corea e la resa dell'esercito francese in Indocina, i confini cinesi erano sicuri. Il potere interno di Mao era anche assicurato dall'imprigionamento di quelli che chiamava oppositori di sinistra.
Alla fine degli anni Cinquanta, Mao divenne insofferente allo status quo. Da un lato, vedeva l'Unione Sovietica tentare una "pacifica coesistenza" con le potenze imperialiste occidentali, e pensava che la Cina avrebbe potuto essere il centro di una rivoluzione globale solo rompendo i rapporti con Mosca. D'altra parte, non era soddisfatto dei risultati economici conseguiti fino a quel momento dalla rivoluzione e credeva che il Paese dovesse entrare in un programma di rapida industrializzazione pianificata, noto come il grande balzo in avanti.
La pianificazione economica del periodo del Grande Balzo si incentrò sull'acciaio, considerato emblematico dell'industria. Il governo dispose di costruire piccole fornaci da cortile costruite in comune, nella speranza che la mobilitazione dell'intera popolazione avrebbe compensato l'assenza delle usuali economie di scala. Durante questo periodo, Mao lasciò il ruolo di capo di Stato in favore di Liu Shaoqi, ma rimase presidente del Partito Comunista.
L'affrettato programma di industrializzazione fu un disastro. Esso distrasse lavoro e risorse dall'agricoltura a favore di un lavoro a domicilio marginalmente produttivo, contribuendo così ad anni di carestia. Provocò inoltre una perdita di influenza di Mao sul PC e l'apparato di governo. Modernizzatori come Liu Shaoqi e Deng Xiaoping cercarono di relegarlo allo stato di fantoccio.
Mao non era pronto per quel ruolo. Nei primi anni 1960 radunò attorno a sé la cosiddetta "mafia di Shanghai", composta dalla sua quarta moglie, Jiang Qing e da Lin Biao, Chen Boda e Yao Wenyuan.

## Il socialismo in Cina dalla rivoluzione culturale
Nel 1965 Wenyuan scrisse un attacco non troppo velato contro il vice sindaco di Pechino, Wu Han. Nei sei mesi che seguirono, sulla scorta della purezza ideologica, Mao ed i suoi sostenitori eliminarono molte figure pubbliche, tra cui anche Liu Shao-chi. Dalla metà del 1966, Mao aveva iniziato quella che è nota come la rivoluzione culturale, una massiccia azione, supportata anche dall'uso della forza, contro lo stesso apparato del partito comunista sulla scorta di una nuova concezione di Comunismo.
Il caos continuò in tutta la Cina per tre anni, in particolare in conseguenza alle agitazioni delle guardie rosse fino al IX congresso del Partito Comunista Cinese nel 1969, quando Lin Biao emerse come figura militare primaria, e presumibile erede di Mao alla guida del partito. Nei mesi che seguirono, Lin Biao ripristinò l'ordine all'interno, mentre gli sforzi diplomatici di Zhou Enlai raffreddarono le tensioni di confine con l'Unione Sovietica. Lin Biao morì in circostanze misteriose nel 1971.
Gli ultimi anni di Mao videro una notevole distensione nei rapporti della Repubblica Popolare Cinese con gli Stati Uniti; tale periodo è ricordato come quello della "diplomazia del ping-pong".
Mao morì nel 1976, e quasi subito i suoi eredi ideologici, la banda dei quattro perse il potere a seguito dello scontro con figure più pragmatiche come ad esempio Deng Xiaoping. Il termine "pragmatico" viene spesso usato dai media nei resoconti di queste lotte tra fazioni, ma non deve essere confuso con la filosofia del pragmatismo vera e propria.
Deng lanciò la "Primavera di Pechino", permettendo l'aperta critica degli eccessi e delle sofferenze che si ebbero durante il periodo della rivoluzione culturale. Egli eliminò inoltre il sistema con il quale il regime comunista aveva limitato le opportunità di impiego disponibili alle persone che erano associate alla classe terriera prerivoluzionaria.
Anche se l'unico titolo ufficiale di Deng nei primi anni 1980 era quello di presidente della commissione militare centrale del PC, era diffusamente considerato come la figura centrale della politica nazionale. In quel periodo, Zhao Ziyang divenne premier e Hu Yaobang divenne capo del partito.
Verso la fine del decennio, la morte di Hu Yaobang innescò una dimostrazione di massa di studenti in lutto in Piazza Tiananmen, a Pechino. Questa si trasformò rapidamente in una richiesta di maggior ricettività e liberalizzazione, e la dimostrazione venne catturata dalle telecamere e trasmessa in tutto il mondo. Il 30 maggio 1989 gli studenti eressero la statua della "Dea della Democrazia", che somigliava alla Statua della Libertà del porto di New York.
Il 6 giugno 1989, su ordine di Deng Xiaoping, truppe e carri armati dell'Esercito Popolare di Liberazione posero fine alla pacifica protesta. Migliaia di persone persero la vita nello scontro che ne seguì.
Per l'inizio del XXI secolo, comunque, la leadership cinese si era imbarcata in un programma di riforme basate sul mercato, che era molto più radicale di quello portato avanti dal leader sovietico Gorbaciov alla fine degli anni 1980.

## La "nuova sinistra" e la vecchia nel mondo accademico

### La radicalizzazione della psicoanalisi
Il 31 maggio 1960 Norman O. Brown tenne una lezione alla Columbia University sul tema: "Apocalisse: Il luogo misterioso nella vita della mente." Egli disse che la mente, intesa come razionalità, era "giunta alla fine del guinzaglio" (espressione che adattò da una di H. G. Wells), e che l'unica via d'uscita era anche quella che portava verso il fondo, nella follia e nella sua esoterica saggezza. Questo fu un momento cardine dell'infusione del Freudianismo nel pensiero di sinistra, per via dell'identificazione dell'oppressione politica con la soppressione psicologica.
Nel 1955, Herbert Marcuse scrisse Eros e civiltà, che cercava esplicitamente di fondere marxismo e freudismo, così che la razionalità borghese fosse in errore non solo circa la origine borghese, ma anche circa la razionalità stessa. Marcuse, comunque, divenne popolare con la pubblicazione nel 1964 di L'uomo a una dimensione, che riprendeva in maniera più accessibile lo stesso concetto.

### Strutturalismo
Lo strutturalismo, nel senso del termine reso popolare da Claude Lévi-Strauss, si riferisce delle scienze sociali che ricerca una rete di relazioni che rimandano a caratteristiche basilari della mente umana. Inoltre, gli strutturalisti guardavano alla mente come se generalmente lavorasse per categorie binarie. Una delle opere di Lévi-Strauss è: Le strutture elementari della parentela (1949). Come suggerisce il titolo, questa scuola di pensiero ha le sue origini nell'antropologia. Essa ebbe due grandi effetti sulla sinistra politica a partire dagli anni 1960. In primo luogo lo strutturalismo si schierò dalla parte della natura nell'antico dibattito natura/allevamento. Molti pensatori di sinistra avevano da tempo pensato alle norme sociali come elastiche, risultanti dall'"allevamento" o socializzazione da parte delle forze in essere, e soggette al cambiamento quando queste forze cambiano. Ma lo strutturalismo è quanto meno in tensione con tali premesse.
In secondo luogo lo strutturalismo, nel suo impatto sulla critica letteraria, aiutò a far sorgere la decostruzione. Le premesse strutturaliste portarono alla lettura ravvicinata dei testi canonici, nel tentativo di mostrare che le opposizioni binarie da esse favorite erano presenti anche, o specialmente, in modi inaspettati che gli autori probabilmente non comprendevano.

### Decostruzionismo
Jacques Derrida inaugurò il movimento decostruzionista, spesso chiamato anche post-strutturalismo, nel 1967, con il suo libro Della grammatologia. Anch'egli si impegnò nella lettura ravvicinata di testi canonici, letterari e filosofici. La sua interpretazione illuminò e sovvertì le opposizioni binarie, come quella tra discorso e testo.
Decostruzione ha finito per significare regressione infinita del significato di qualsiasi testo, e anche la nozione che non c'è alcun testo, solo una comunità di interpreti. Si veda: Stanley Fish.

### Femminismo
Come abbiamo visto, il 1949 vide la comparsa di un'opera fondamentale di Lévi-Strauss sullo strutturalismo. Quello stesso anno vide anche la pubblicazione de Il secondo sesso di Simone de Beauvoir, che stabilì l'ordine del giorno di quella che negli anni seguenti divenne nota come la seconda ondata del femminismo.
Negli anni 1960, questa seconda ondata stava bagnando i dipartimenti di storia delle principali università. Gli storici scoprirono con sconforto che gran parte di ciò che insegnavano trattava degli uomini, uomini bianchi in particolare. La soluzione non era semplicemente di riscrivere la storia politica e militare evidenziando figure come Rosa Luxemburg e Giovanna d'Arco, ma di riconcepire la storia in modo che gli sviluppi politico-militari perdessero la loro centralità, e che la storia della società, delle usanze, dell'infanzia, guadagnasse importanza. Molte femministe credevano che ciò richiedesse un cambiamento nelle formulazioni Marxiste della vecchia sinistra, per deenfatizzare la lotta sui mezzi di produzione e enfatizzare invece quella sui mezzi di riproduzione.

### Critica della nuova sinistra da parte della vecchia
Tali sviluppi in quello che viene considerato socialismo hanno attratto critiche dalla "vecchia sinistra", quella ancora fedele al paradigma marxista del XIX secolo. Una voce eloquente dell'insoddisfazione della vecchia sinistra nei confronti della nuova che aspira a succederle è Terry Eagleton, un critico letterario inglese.
Eagleton, usando il termine "teoria" per indicare gli sviluppi di cui sopra nel loro complesso, ha recentemente scritto: "Si può lanciare una critica ancor più devastante della teoria. La teoria culturale così com'è promette di affrontare alcuni problemi fondamentali, ma nel complesso non giunge a destinazione. È stata svergognata su moralità e metafisica, imbarazzata su amore, biologia, religione e rivoluzione, abbondantemente silenziosa sul male, reticente sulla morte e la sofferenza, dogmatica su essenze, universali e fondamenta, e superficiale su verità, oggettività e disinteresse."

## Il socialismo nei paesi in sviluppo
Mentre i paesi sviluppati combattevano durante la guerra fredda la battaglia tra socialismo e capitalismo, i Paesi in via di sviluppo erano alquanto dimenticati. Ci sono stati esempi di socialismo in questi paesi, che non sono mai stati tenuti in conto nella discussione sul funzionamento di queste ideologie.
Cuba dal 1959 è un esempio di paese comunista in via di sviluppo.
Un altro esempio è la Costituzione messicana del 1917, che è stata considerata come la prima costituzione socialista moderna. Essa prescrive uno stato attivista che assicuri l'autonomia nazionale e la giustizia sociale, garantisca il diritto di organizzazione e sciopero, così come la giornata lavorativa di otto ore, e provveda alla protezione di donne e minori sul posto di lavoro. Afferma che il salario minimo "deve essere sufficiente a soddisfare le normali necessità di vita del lavoratore". Ma niente di questo equivale a una garanzia di proprietà pubblica o dei lavoratori dei mezzi di produzione.
Il termine socialismo può riferirsi ad una particolare variante che guarda agli eroici ricordi delle guerre di decolonizzazione della metà del ventesimo secolo, sia con i metodi di Mohandas Gandhi che con quelli di Ho Chi Minh.
Infine, il termine può evocare un socialismo della terra, incentrato sulla richiesta che la terra venga strappata ai proprietari e data a chi la lavora, e che le risorse naturali che non possono essere distribuite diffusamente appartengano alla nazione. In questo senso l'egiziano Gamal Abdel Nasser è un paradigmatico socialista del terzo mondo, sia per la sua riforma agraria che per la cattura del canale di Suez.

## Socialismo contemporaneo
Il socialismo come movimento internazionale cosciente di sé è entrato in crisi dal crollo dell'Unione Sovietica perché molte persone di convinzione socialista sono più incerte che mai circa la loro identità politica. Il punto è se il proletariato come descritto nei tradizionali termini marxisti, o la classe contadina nei tradizionali termini maoisti, sia il o anche un plausibile candidato per una classe rivoluzionaria, o chi altro potesse rimpiazzare questi candidati.
Leo Panitch, ad esempio, in Renewing Socialism (2001) scrive che fu sbagliato da parte di Marx sostenere che il sorgere dei sindacati avrebbe generato scuole per il socialismo. L'associazione dei lavoratori al fine della contrattazione collettiva si è dimostrata abbastanza compatibile con il capitalismo, dato che tale contrattazione riguarda i termini del salario, non la legittimità del salario. Egli sostiene che i partiti politici marxisti devono abbandonare l'assunto che ci sia qualcosa di inerentemente rivoluzionario in qualsiasi classe, così che possano lavorare alla creazione di una classe rivoluzionaria cosciente di salariati, "articolando l'articolazione".
D'altra parte, il movimento trotskista trova le sue posizioni giustificate dal ripristino del capitalismo nell'ex Unione Sovietica e dal ritmo crescente della globalizzazione. I recenti movimenti e dimostrazioni internazionali contro la guerra in Iraq e i capricci delle multinazionali possono essere visti come semi di una ancora inconsapevole lotta contro il capitalismo.
In molti paesi, il socialismo (specie nella concezione socialdemocratica) ha ammesso come a seguito del forte cambiamento di classe del Novecento la classe meno agiata (il tradizionale proletariato) sia ora parzialmente rappresentato dalla piccola borghesia.